# Faqi
Faqi (chin. 發氣, von fā (發): aussenden) bezeichnet die Fähigkeit eines Qigong-Meisters, das Qi auf andere Menschen zu übertragen. 
Die Entwicklung dieser Fähigkeit benötigt eine Ausbildung in vielen Übungen über Jahre hinaus. Sie entsteht durch eine Kombination durch Atmung, aufrechter innerer und äußerer Haltung sowie Konzentration und Technik.
Ein Meister ist in der Lage, das Qi gezielt durch seine Finger und Hände abzugeben, dessen Wirkung sein Gegenüber als Wärme, Kribbeln oder andere Reize empfinden kann. Faqi kann auch Verwendung in der Traditionellen Chinesischen Medizin (TCM) finden. Hier als Waiqi liaofa bezeichnet. Für den Meister selbst bedeutet das Beherrschen dieser Fähigkeit gute Gesundheit und ein langes Leben.
In den Kampfkünsten kann Faqi eingesetzt werden, um die Akupunkturpunkte (Dianxue) negativ zu stimulieren.